# Richard Sammel
Richard Erwin Sammel (Heidelberg, 13 ottobre 1960) è un attore tedesco.

## Biografia
Sammel ha studiato musica e teatro a Hildesheim e produzione ad Aix-en-Provence. Formatosi a Roma e a Parigi, parla correntemente francese ed italiano. Ha spesso recitato in Francia, come nella parte del cattivo in Taxxi. Ha anche girato in Italia il film La vita è bella e in Inghilterra la pellicola Casino Royale. Ha recitato in diversi film ambientati durante la seconda guerra mondiale, come La bicicletta blu e Bastardi senza gloria. Nel 2012 è coprotagonista del film Appartamento ad Atene, dell'esordiente Ruggero Dipaola. Dal 2014 al 2017 ha interpretato nella serie televisiva ideata da Guillermo del Toro The Strain il ruolo di Thomas Eichorst, un ex ufficiale delle SS divenuto vampiro, braccio destro del Padrone.

## Filmografia

### Cinema
- La setta, regia di Michele Soavi (1991)
- Il piacere delle carni, regia di Barbara Barni (1992)
- Klon, regia di Lino Del Fra (1994)
- Le Hussard sur le toit, regia di Jean-Paul Rappeneau (1995)
- I miserabili (Les misérables), regia di Claude Lelouch (1995)
- Anna Oz, regia di Éric Rochant (1996)
- La vita è bella, regia di Roberto Benigni (1997)
- Taxxi (Taxi), regia di Gérard Pirès (1998)
- The Man Who Cried - L'uomo che pianse (The Man Who Cried), regia di Sally Potter (2000)
- The Sky Will Fall, regia di Antonio Frazzi (2000)
- Nido di vespe (Nid de guêpes), regia di Florent Emilio Siri (2002)
- Laissez-passer, regia di Bertrand Tavernier (2002)
- Zeppelin!, regia di Gordian Maugg (2005)
- Un ami parfait, regia di Francis Girod (2005)
- Casino Royale, regia di Martin Campbell (2006)
- Les Fragments d'Antonin, regia di Gabriel Le Bomin (2006)
- Agente speciale 117 al servizio della Repubblica - Missione Cairo (OSS 117: Le Caire, nid d'espions) (2006)
- Lady Blood, regia di Jean-Marc Vincent (2008)
- Colpo d'occhio, regia di Sergio Rubini (2008)
- This Is Love, regia di Matthias Glasner (2009)
- Lila, Lila, regia di Alain Gsponer (2009)
- Bastardi senza gloria (Inglourious Basterds), regia di Quentin Tarantino (2009)
- Phantom Pain, regia di Matthias Emcke (2009)
- Sniper 4 - Bersaglio mortale (Sniper: Reloaded), regia di Claudio Fäh (2011)
- Pariser Platz, regia di Ivo Trajkov (2011)
- A Montanha, regia di Vicente Ferraz (2011)
- Appartamento ad Atene, regia di Ruggero Dipaola (2012)
- The Borderland, regia di Mathieu Weschler (2012)
- L'Œil de l'astronome, regia di Stan Neumann (2012)
- Treto poluvreme, regia di Darko Mitrevski (2012)
- Colt 45, regia di Fabrice Du Welz (2013)
- Benvenuti a Saint Tropez (Des Gens Qui S'embrassent), regia di Danièle Thompson (2013)
- Win Win, regia di Claudio Tonetti (2013)
- Company of Heroes, regia di Don Michael Paul (2013)
- La bella e la bestia (La belle & la bête), regia di Christophe Gans (2014)
- 3 Days to Kill, regia di McG (2014)
- Road 47 (A Estrada 47), regia di Vicente Ferraz (2014)
- Le confessioni, regia di Roberto Andò (2016)
- Sulle ali della musica (De dirigent), regia di Maria Peters (2018)
- Spencer, regia di Pablo Larraín (2021)
- Margherita - Regina del Nord (Margrete den første), regia di Charlotte Sieling (2021)
- L'ordine del tempo, regia di Liliana Cavani (2023)

### Televisione
- La Mondaine – serie TV, episodio 1x01 (1994)
- La Poupée qui tue, regia di Bruno Gantillon – film TV (1996)
- Dans un grand vent de fleurs, regia di Gérard Vergez – miniserie TV, episodi 1x02-1x04 (1996)
- Les Alsaciens ou les Deux Mathilde, regia di Michel Favart – miniserie TV (1996)
- Quai n°1 – serie TV, episodio 1x06 (1997)
- L'Enfant des Terres blondes, regia di Édouard Niermans – film TV (1998)
- Tre stelle, regia di Pier Francesco Pingitore – miniserie TV (1999)
- Premier de cordée, regia di Édouard Niermans – film TV (1999)
- Il commissario Rex (Kommissar Rex) – serie TV, episodio 6x12 (2000)
- Le Sommet de la vengeance, regia di Wolfgang Dickermann – film TV (2000)
- La bicicletta blu (La bicyclette bleue), regia di Thierry Binisti – miniserie TV, 3 episodi (2000)
- Marc Eliot – serie TV, 1 episodio (2001)
- Largo Winch – serie TV, episodio 1x16 (2001)
- Ich gehöre dir, regia di Holger Barthel – film TV (2002)
- La Victoire des vaincus, regia di Nicolas Picard – film TV (2002)
- Jean Moulin, regia di Yves Boisset – film TV (2002)
- Medicopter 117 - Jedes Leben zählt – serie TV, episodio 5x09 (2002)
- 1809 Andreas Hofer - Die Freiheit des Adlers, regia di Xaver Schwarzenberger – film TV (2002)
- Princesse Marie, regia di Benoît Jacquot – film TV (2004)
- Feuer in der nacht, regia di Kai Wessel – film TV (2004)
- Le cinque giornate di Milano, regia di Carlo Lizzani – miniserie TV (2004)
- Léa Parker – serie TV, episodio 2x15 (2005)
- L'Affaire Sacha Guitry, regia di Fabrice Cazeneuve – film TV (2007)
- Das 100 millionen dollar date, regia di Josh Broecker – film TV (2007)
- Chez Maupassant – serie TV, episodi 1x04-3x01 (2007-2011)
- La Femme tranquille, regia di Thierry Binisti – film TV (2008)
- Ett enklare liv, regia di Marcus Olsson – film TV (2008)
- Dicke liebe, regia di Wilhem Engelhardt – film TV (2008)
- Il commissario De Luca – miniserie TV, episodio 1x01 (2008)
- Il commissario Schumann (Der Kriminalist) – serie TV, episodio 3x08 (2009)
- Joséphine, ange gardien – serie TV, episodio 13x01 (2009)
- Un village français – serie TV, 40 episodi (2009-2014)
- Tatort – serie TV, episodio 1x770 (2010)
- Interpol – serie TV, 11 episodi (2010-2012)
- Allein gegen die Zeit – serie TV, 9 episodi (2011-2012)
- Les mains de Roxana, regia di Philippe Setbon – film TV (2012)
- Da Vinci's Demons – serie TV, episodio 2x04 (2014) – non accreditato
- The Strain – serie TV, 39 episodi (2014-2017)
- Der Mordanschlag – miniserie TV, 2 episodi (2018)
- Il nome della rosa (The Name of the Rose), regia di Giacomo Battiato - miniserie TV, 8 episodi (2019)
- Ultima traccia: Berlino (Letzte Spur Berlin) – serie TV, episodio 8x05 (2019)
- Maradona: sogno benedetto (Maradona: sueño bendito), regia di Alejandro Aimetta e Roger Gual - serie TV, episodio 4 (2021)
- Brennero, regia di Davide Marengo e Giuseppe Bonito  – serie TV (2024)
- Andor – serie TV, 5 episodi (2025)

## Teatro
- 1991 : Il misantropo di Molière, messa in scena Francis Azemat
- 1995 : Piccole tragedie di Puškin, messa in scena Anton Kouznetzov, Teatro dell'Odéon
- 1996 : Ne tue ton père qu'à bon escient di Gilbert Lely, messa in scena Christian Rist, Festival d'Avignone
- 1996 : Camera oscura di Vladimir Nabokov, messa in scena Anton Kouznetzov, teatro dell'Odéon
- 1998 : Faust di Goethe, messa in scena Jean-François Peyret, MC Bobigny
- 2000 : Morituri di Philippe Malone, messa in scena Mastrangeli, La Cartoucherie
- 2003 : Medea di Seneca, messa in scena Graziella Delerm, teatro Berthelot Montreuil
- 2004 : Il gabbiano di Čechov, messa in scena Francis Azemat
- 2005 : J'aime ce pays di Peter Turrini, messa in scena Eva Doumbia, teatro du Rond-Point
- 2007 : À la vie ! di Jean-Louis Milesi, messa in scena Pierre-Loup Rajot, teatro Mouffetard

## Doppiatori italiani
Nelle versioni in italiano delle opere in cui ha recitato, Richard Sammel è stato doppiato da:
- Edwin Alexander Francis in Bastardi senza gloria, 3 Days to Kill
- Massimo Lodolo in Sniper 4 - Bersaglio mortale
- Roberto Stocchi in La bella e la bestia
- Antonio Sanna in The Strain
- Luca Biagini in Le confessioni
- Antonio Palumbo ne Il nome della rosa
- Luca Dal Fabbro in The Last Word
- Stefano Oppedisano in Tutta la luce che non vediamo
- Pino Ammendola in Andor